# 경정장

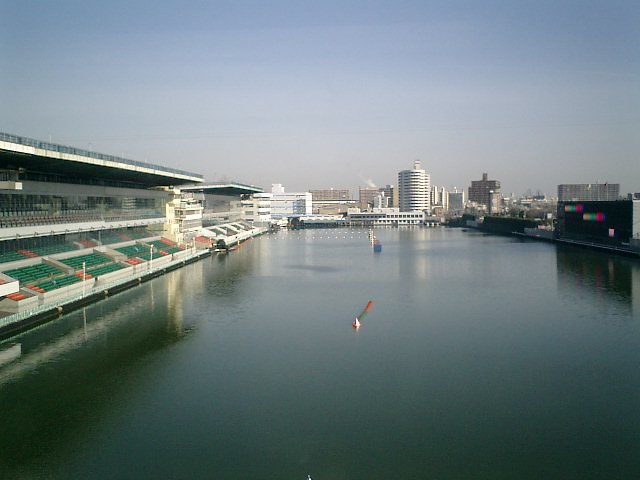
스미노에 경정장

경정장(競艇場)은 경정을 개최하기 위한 시설이며, 현재 일본에 24곳, 대한민국에 1곳이 존재한다. 일본에는 야간 경주 개최를 위해 야간 설비가 설치되어 있는 장소도 있다. 일본에서의 경정장이란 모터보트 경주법 제4조 규정에 따르면, 국토교통대신의 허가를 받아 설치된 모터 보트 경주장의 통칭이다. 일반적으로 일본에서는 하마나코 경정장, 비와코 경정장 등 해수면과 호수를 이용한 경정장과 스미노에 경정장, 아마가사키 경정장 등 인공적인 수면을 사용하여 만든 경정장으로 나눌 수있다.